# Partisan (album de Sodom)
 (septembre 2019).
Albums de Sodom
Decision Day
(2016) Out of the Frontline Trench
(2019)
Partisan est un EP du groupe de thrash metal allemand Sodom sorti en novembre 2018.
Les deux premiers titres ("Partisan" et "Conflagration") sont des pistes exclusives à cet album. 
Les pistes trois et quatre sont enregistrés durant le Rock Hard Festival 2018.

## Liste des morceaux
| No | Titre | Durée |
| -- | ----- | ----- |